# Яндекс Картинки
Яндекс Картинки — сервис Яндекса для поиска картинок в Интернете. Поисковый робот яндекса сканирует картинки всех популярных форматов со сторонних сайтов (JPG, PJPG, PNG, GIF, BMP, SVG, PNM, TIFF, WEBP). Один из самых высоконагруженных и популярных сервисов компании.
Подобный сервис есть и у конкурентов компании (Google, Yahoo, Bing, Baidu, Поиск@Mail.Ru).

## История
Сервис был запущен в 2002 году. Тогда робот компании сканировал лишь 3 формата: JPG, GIF и PNG.
В сентябре 2007 года Яндекс Картинки получили большое обновление. Был улучшен алгоритм поиска картинок. В это же время стало известно, что сервисом пользуются более полумиллиона пользователей.
В 2008 году сервис научился показывать «копии» картинок, если они есть. Появились «Мои находки» (на текущий момент — закладки), в которых можно сохранять найденные картинки.
29 марта 2011 года уже индексировалось 3,9 миллиардов изображений. Также было объявлено, что база будет обновляться еженедельно.
25 января 2013 года сервисом пользовалось более 6 миллионов человек и совершалось около 120 миллионов запросов ежедневно.

## Особенности
Поиск картинок может осуществляться тремя способами: текстовый запрос, голосовой поиск или поиск по подобной картинке.
При голосовом поиске необходимо нажать соответствующую кнопку в строке поиска или на виртуальной клавиатуре смартфона или планшета, и сделать поисковый запрос.
Поиск по картинке можно также осуществлять несколькими способами: загрузить файлом или загрузить по URL.
Сервис умеет распознавать товары на картинке, распознавать текст и распознавать растения. Он также позволяет проверять фото на уникальность, распознавать другие объекты и осуществлять поиск по фрагментам.
На текущий момент существуют фильтры при поиске: размер, ориентация, тип, цвет, файл (формат картинки), свежие, обои. Возможен поиск по определённому сайту.